# Southwark (metropolitana di Londra)
Southwark è una stazione della linea Jubilee della metropolitana di Londra, situata nel quartiere omonimo che dà il nome anche al borgo. La stazione è situata ad ovest del centro storico di Southwark, che invece è servito dalle stazioni della metropolitana di London Bridge e Borough, ed è situata all'estremità orientale della strada denominata The Cut. L'ingresso si trova di fronte alla ex stazione ferroviaria (in disuso) di Blackfriars Road.

## Storia
La stazione fu inaugurata il 20 novembre 1999 nell'ambito di un'estensione della linea Jubilee. 
Originariamente questa stazione non era stata inclusa nel piano di estensione della linea Jubilee, tant'è vero che non era neppure stato stanziato un finanziamento per un progetto simile. Soltanto l'influenza esercitata dal consiglio comunale e dal membro del Parlamento per il distretto fece sì che venisse aggiunta al progetto in corso.
La stazione di Southwark è stata progettata da Sir Richard MacCormac, uno degli architetti dello studio MJP. I lavori iniziarono nel 1994 e lo scavo dei tunnel nel 1995. Sorge su un sito alquanto angusto, con le banchine situate al di sotto del viadotto ferroviario di epoca vittoriana tra le stazioni di Waterloo Est e London Bridge. La costruzione ha presentato significative difficoltà architettoniche e tecniche, che sono state risolte con la realizzazione di due atri di transito a livelli diversi. L'atrio superiore è il baricentro della stazione, alto 16 metri (52 ft), con un tetto di vetro che consente alla luce solare di penetrare in profondità negli ambienti della stazione. Ha una facciata costituita da un muro di vetro lungo 40 metri (130 ft), formato da 660 pannelli di vetro blu tagliati su misura, progettato dall'artista Alexander Beleschenko. L'architetto MacCormac ha dichiarato di aver tratto ispirazione dal progetto per una scenografia di una rappresentazione de Il flauto magico del diciannovesimo secolo dell'architetto prussiano Karl Friedrich Schinkel. Un'estremità dell'atrio superiore si collega direttamente alla stazione di Waterloo Est.
Le due banchine sono dotate di porte scorrevoli lungo il bordo per impedire la caduta di passeggeri o di oggetti sui binari, e sono collegate a ciascuna estremità all'atrio inferiore, che è una semplice galleria fra le banchine, illuminata da fari in vetro e acciaio, rivestita da pannelli in acciaio inossidabile grezzo.
Nel 2000, la stazione ha vinto la medaglia di bronzo assegnata dal Royal Institute of British Architects ed è stata nominata "Edificio dell'anno" dalla Royal Fine Arts Commission.

## Sviluppi futuri
Nel marzo 2025 è stato approvato un progetto per la realizzazione di un edificio di 15 piani al di sopra della stazione, che ospiterà 429 alloggi per studenti, e di un altro edificio in un'area adiacente che conterrà 44 appartamenti di edilizia popolare.

## Galleria d'immagini

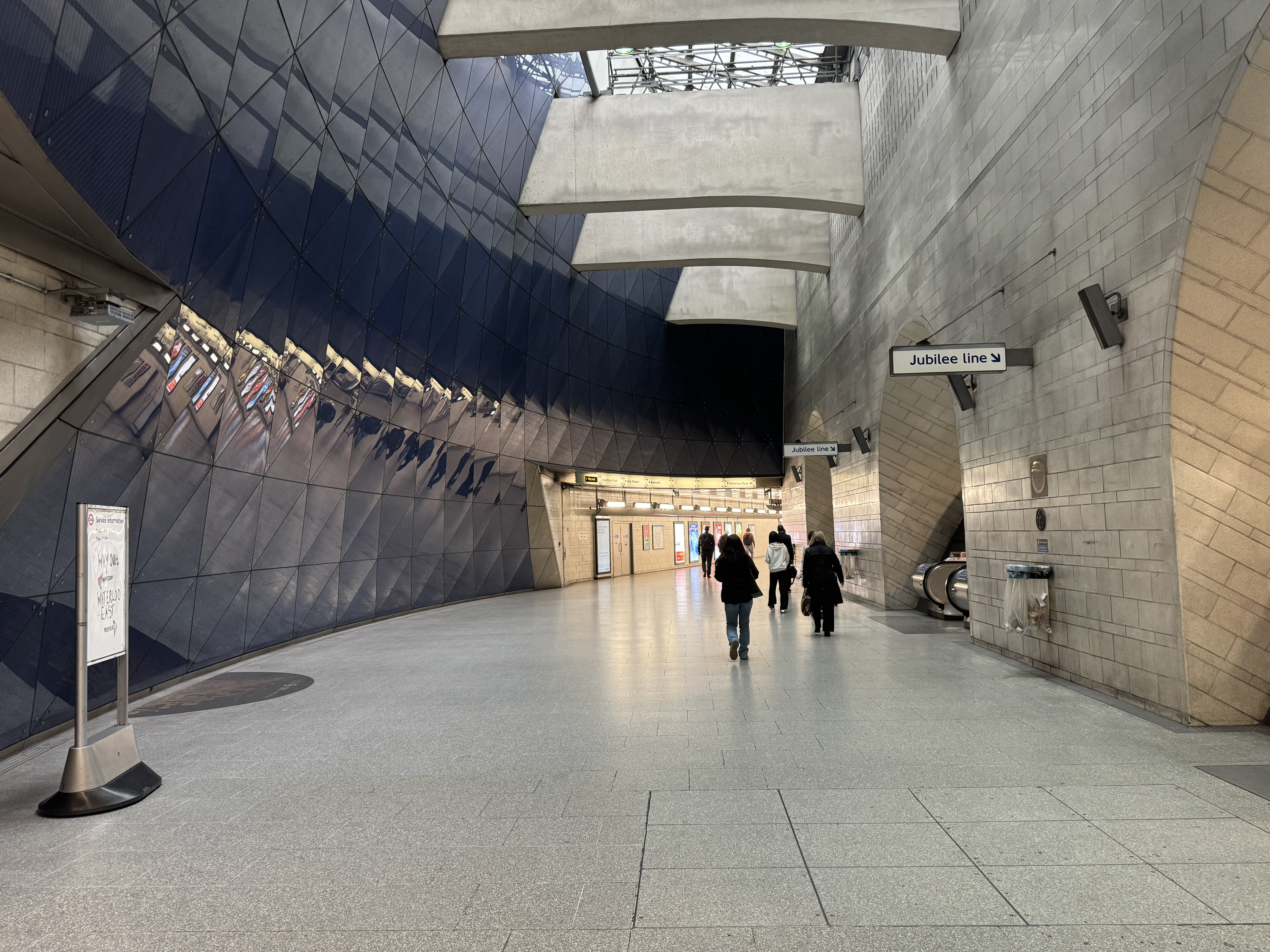
Atrio verso Waterloo Est e scale mobili per le banchine della linea Jubilee
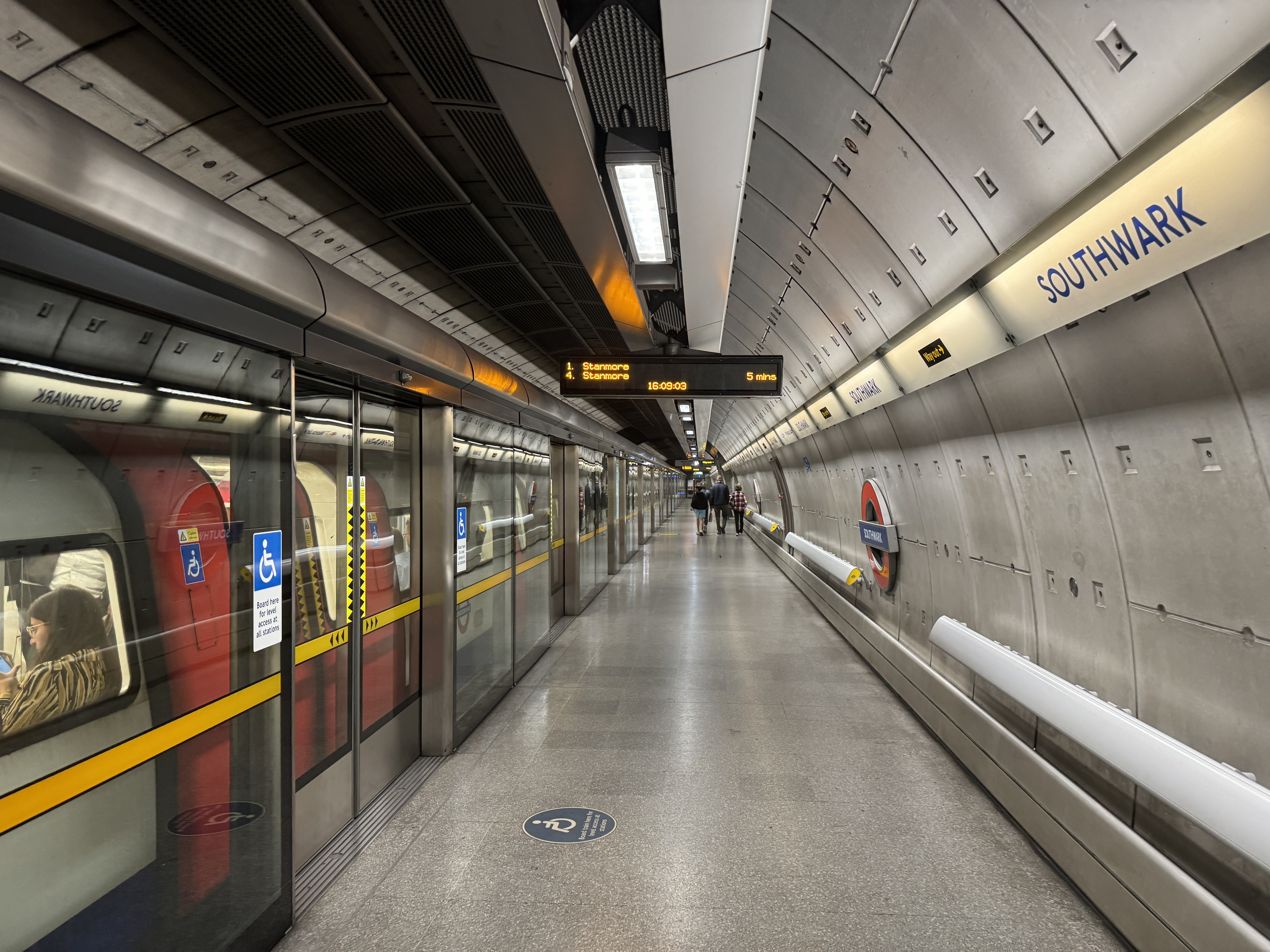
Banchina in direzione ovest
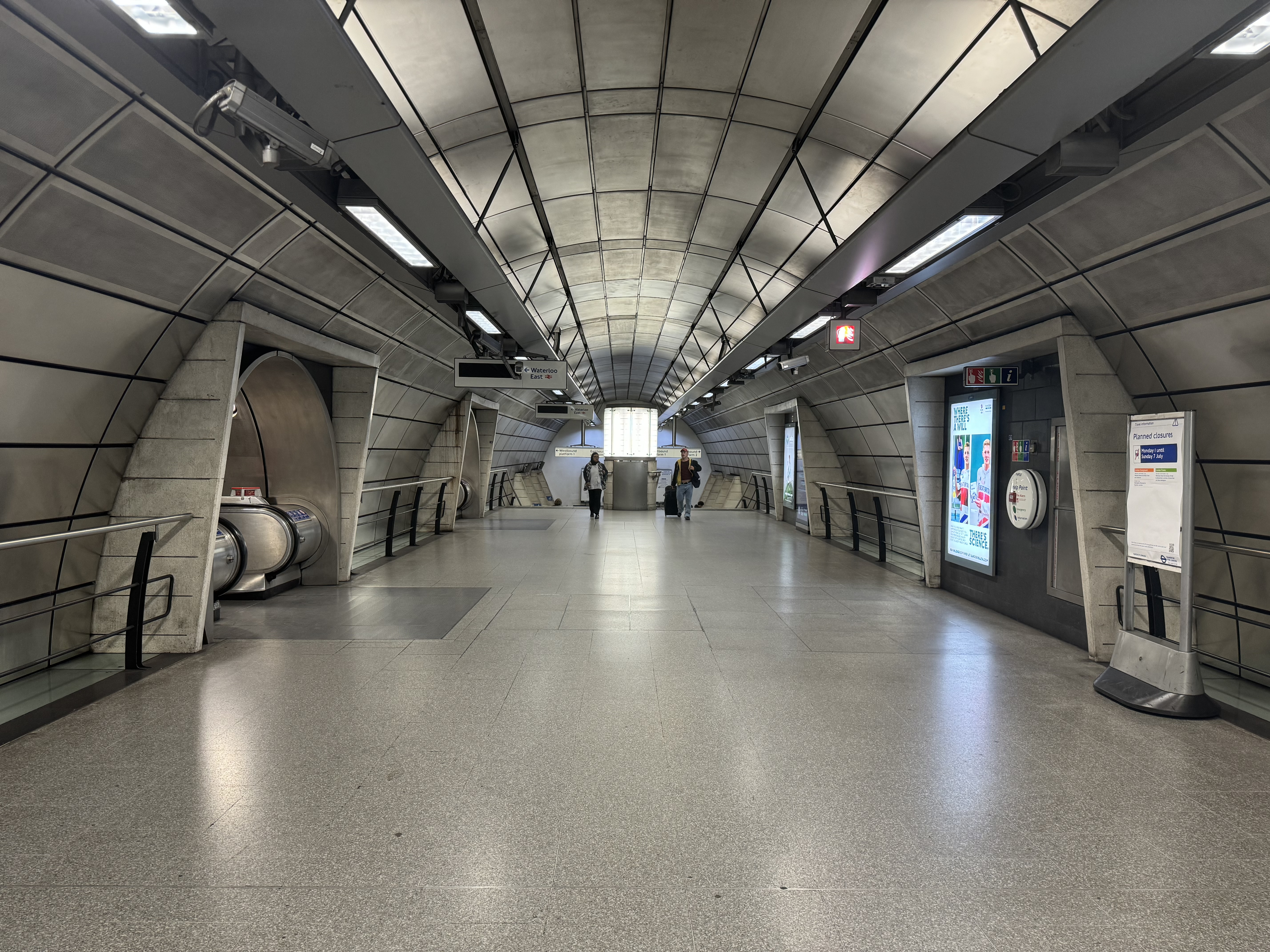
Passaggio per le banchine della linea Jubilee
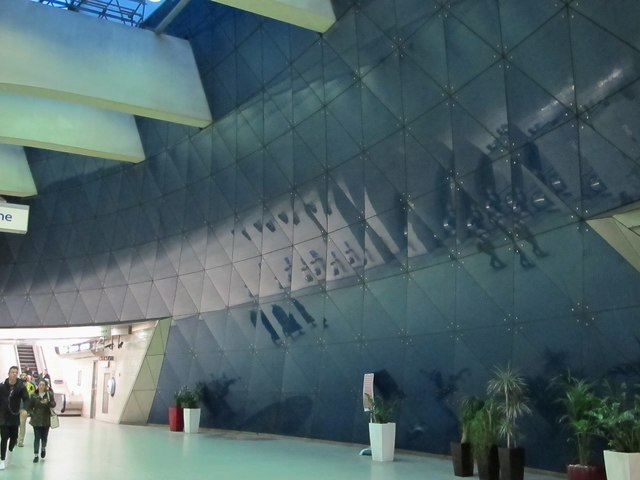
La facciata in pannelli di vetro blu

## Interscambi
La stazione consente l'interscambio con la stazione di Waterloo Est e con la stazione di Blackfriars della National Rail.
Nelle vicinanze della stazione effettuano fermata alcune linee urbane automobilistiche, gestite da London Buses.